# Schistopeltis lizeri
Schistopeltis lizeri är en kackerlacksart som beskrevs av Rehn, J. A. G. 1928. Schistopeltis lizeri ingår i släktet Schistopeltis och familjen jättekackerlackor.
Artens utbredningsområde är Bolivia. Inga underarter finns listade i Catalogue of Life.